# Baltasar Martínez Durán
Baltasar Martínez Duran (Granada, 16 de septiembre de 1847 – Madrid, 29 de abril de 1883, fue un periodista, poeta y dramaturgo español.

## Biografía
Hijo de Baltasar Martínez Hermoso, natural de Santa Fe y de Purificación Duran, natural de Alcalá la Real, matrimonio de distinguida familia establecida en Antequera, nació en Granada donde sus padres residían temporalmente y fue bautizado en la parroquia de Nuestra Señora de las Angustias de la capital.
Su infancia transcurrió en Granada y desde los ocho años de edad en Antequera y no consta que accediera a formación universitaria ni siquiera que realizara el bachillerato.
Con doce años compuso un soneto titulado «A la cueva de Menga» y con catorce años de edad ya formaba parte de la sociedad «La Tertulia Literaria de Antequera, de la que fue nombrado secretario. Con diecisiete años,se trasladó a Madrid, donde trabajó como meritorio en la Ordenación general de pagos del Estado, y comenzó a colaborar en El Madrileño, diario del que fue redactor jefe, y en otras publicaciones como la revista semanal El álbum de las familias y el periódico satírico La tijera con poemas y obritas teatrales. Tenía diecisiete años cuando se anunció el estreno de dos obras suyas: Una limosna por Dios y Gratitud por gratitud, aunque no consta si llegaron a representarse. En 1865 volvió a Antequera, donde fundó y dirigió El Guadalhorce durante un corto periodo de tiempo, porque regresó a Madrid y, de nuevo, a Antequera poco después.
En la Revolución de 1868, fue miembro de la Junta revolucionaria de Antequera y fue nombrado regidor cuando esta triunfó. Posteriormente fue elegido abanderado del primer batallón de la milicia popular de Antequera y vocal del comité republicano democrático federal y fue detenido y encarcelado junto a otros líderes revolucionarios de Antequera el 28 de febrero de 1869 por sus actividades revolucionarias.
Evolucionó en sus ideas hacia el bando tradicionalista, fundando en Antequera el 2 de mayo de 1870 el periódico político y literario La Convicción que dejaría de publicarse seis meses más tarde. Al mismo tiempo colaboraba en publicaciones de la zona como el diario de Granada La Esperanza del Pueblo, el de Córdoba El Mediodía y el semanario político de Úbeda El Orden.
Con la proclamación de la Primera República se ve obligado a huir de Antequera, refugiándose en Málaga, Loja y finalmente en Granada, donde fundó El Genil, un semanario literario que dirigió de octubre de 1873 a marzo de 1874, al mismo tiempo que colaboraba en las publicaciones La Lealtad, Revista del Liceo y La Alhambra.
Fue desterrado en 1876 por decreto del Gobierno por haber pertenecido a juntas o comités carlistas. Durante el destierro residió en París y viajó por Londres, Lausana, Ginebra, Nápoles, Venecia, Milán, Génova, Roma y Marsella para regresar a Granada, amnistiado, mediado 1879.

### Fallecimiento
Aquejado de una enfermedad cardiaca, falleció en Madrid donde se encontraba para iniciar un viaje por Hispanoamérica, el 29 de abril de 1883 y sus restos fueron inhumados en el cementerio de la Patriarcal. El 3 de octubre de 1923 a iniciativa del Ayuntamiento de Granada, sus restos se exhumaron y trasladaron por ferrocarril a Granada para ser inhumados de nuevo en el panteón familiar ubicado en el Cementerio de San José.